# 無瓣類
無瓣類（學名：Acalyptratae），或作無瓣亞組，是家蠅下目Schizophora族之下的一個雙翅目昆蟲的亞族。

## 分類
無瓣類包括以下11個總科：
- 鳥蠅總科 Carnoidea
  - Acartophthalmidae
  - Australimyzidae
  - Braulidae
  - Canacidae
  - 鳥蠅科 Carnidae
  - 秆蝇科
  - Cryptochaetidae
  - Inbiomyiidae
  - Milichiidae
- 眼蠅總科 Conopoidea
  - 眼蠅科 Conopidae
- 柄眼蠅總科 Diopsoidea：又名突眼蝇总科
  - 柄眼蠅科 Diopsidae：又名突眼蝇科
  - Gobryidae
  - Megamerinidae
  - Nothybidae
  - 折翅蝇科 Psilidae
  - Somatiidae
  - Syringogastridae
  - Strongylophthalmyiidae
  - Tanypezidae
- 水蠅總科 Ephydroidea
  - Camillidae
  - Curtonotidae
  - Diastatidae
  - 水蠅科 Ephydridae
  - 果蝇科
- 縞蠅總科 Lauxanioidea
  - 鎧蠅科
  - Chamaemyiidae
  - 縞蠅科 Lauxaniidae
- Superfamily Lonchaeoidea
  - Lonchaeidae
  - Cryptochetidae
- 禾蠅總科 Opomyzoidea
  - 潜蝇科
  - Anthomyzidae
  - Asteiidae
  - Aulacigastridae
  - Clusiidae
  - Fergusoninidae
  - Marginidae
  - Neminidae
  - Neurochaetidae
  - Odiniidae
  - 禾蠅科 Opomyzidae
  - Periscelididae
  - Teratomyzidae
  - Xenasteiidae
- 長腳蠅總科 Nerioidea
  - Cypselosomatidae
  - Micropezidae
  - 長腳蠅科 Neriidae
  - Pseudopomyzidae
- 沼蠅總科 Sciomyzoidea
  - Coelopidae
  - Dryomyzidae
  - Helosciomyzidae
  - Helcomyzidae
  - Heterocheilidae
  - Ropalomeridae
  - Sepsidae
  - 沼蠅科 Sciomyzidae：包括原來Huttoninidae科和Phaeomyiidae和的物種
- 大跗蠅總科 Sphaeroceroidea
  - Chyromyidae
  - Heleomyzidae
  - Nannodastiidae
  - 大跗蠅科 Sphaeroceridae
- 果實蠅總科 Tephritoidea（亦作實蠅總科）
  - 芒蝇科
  - Pallopteridae
  - Piophilidae
  - Platystomatidae
  - 蜣蝇科
  - 粗股蝇科
  - 实蝇科 Tephritidae（包括Tachiniscididae物種）
  - Ulidiidae
- Acalyptratae incertae sedis
  - Paraleucopidae

## 外部連結
- 維基物種上的相關：無瓣類